# Santi Ildefonso e Tommaso da Villanova
Santi Ildefonso e Tommaso da Villanova ou Igreja dos Santos Ildefonso e Tomás de Villanova é uma igreja de Roma, Itália, localizada no rione Colonna, na via Sistina. É dedicada a Santo Ildefonso de Toledo (607–667) e São Tomás de Villanova (1488–1555).
É uma igreja anexa da paróquia de Sant'Andrea delle Fratte.

## História
Foi construída no século XVII e era oficiada por agostinianos recoletos espanhóis. A fachada, em estilo barroco, é obra de Francesco Ferrari e foi terminada em 1725. Durante a ocupação napoleônica de Roma, no final do século XVIII e início do século XIX, o edifício se arruinou e foi desconsagrado. Depois, foi reconsagrada e reaberta ao culto.
No interior está uma importante escultura da "Adoração dos Pastores", de Francesco Grassia (1670).

## Galeria

Imagens da igreja
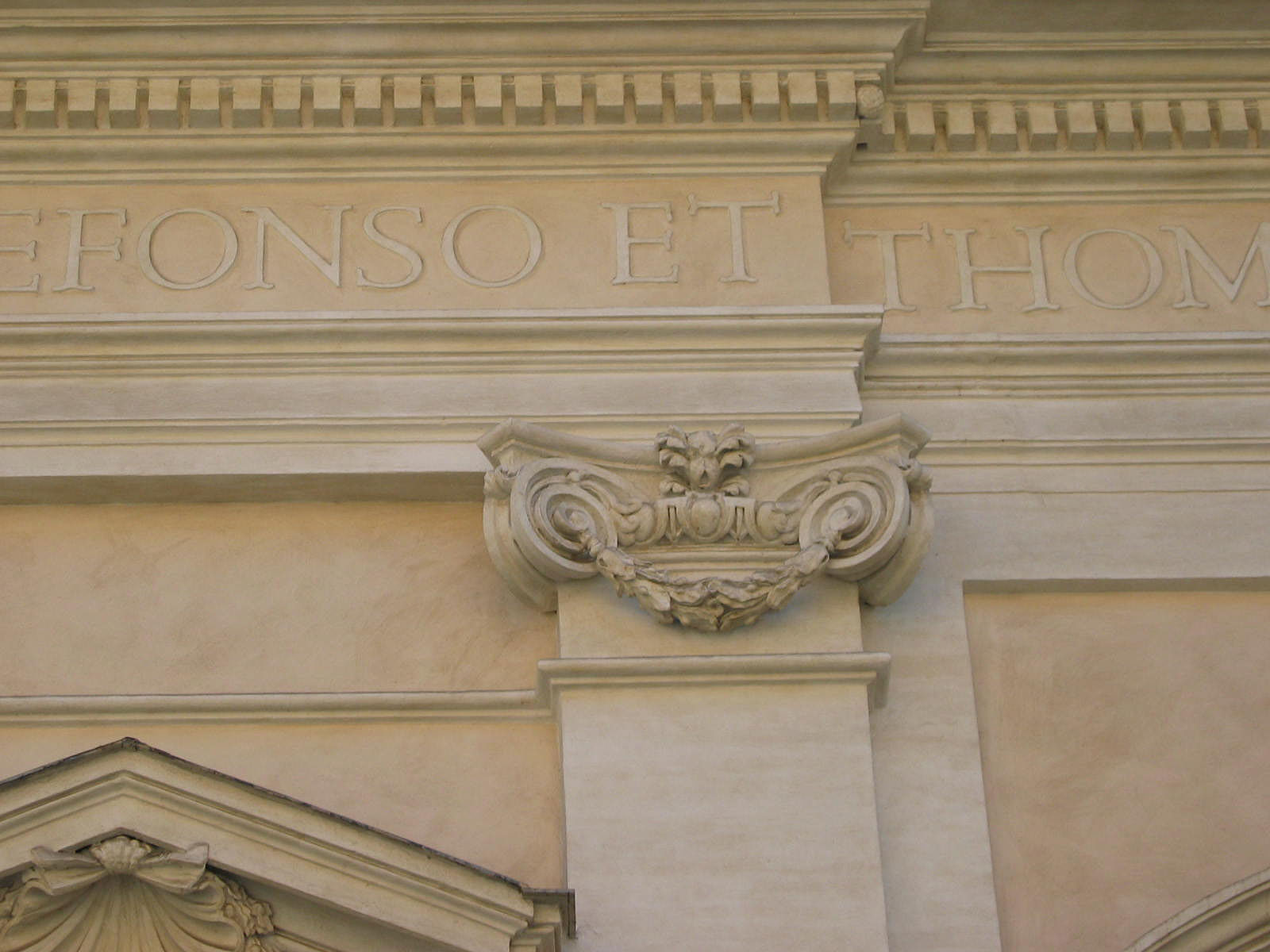
Detalhe da fachada.
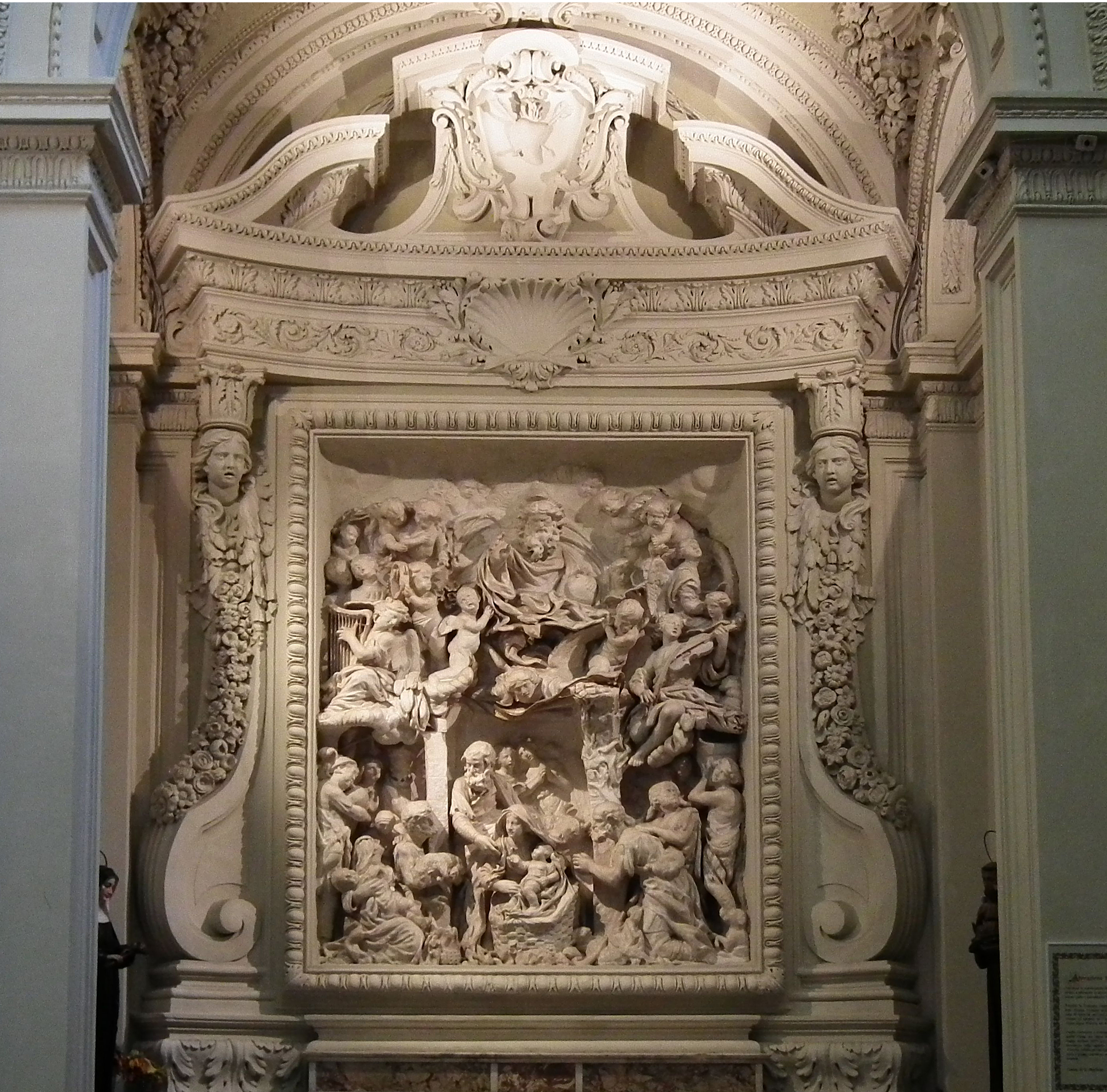
"Adoração dos Pastores", de Francesco Grassia.
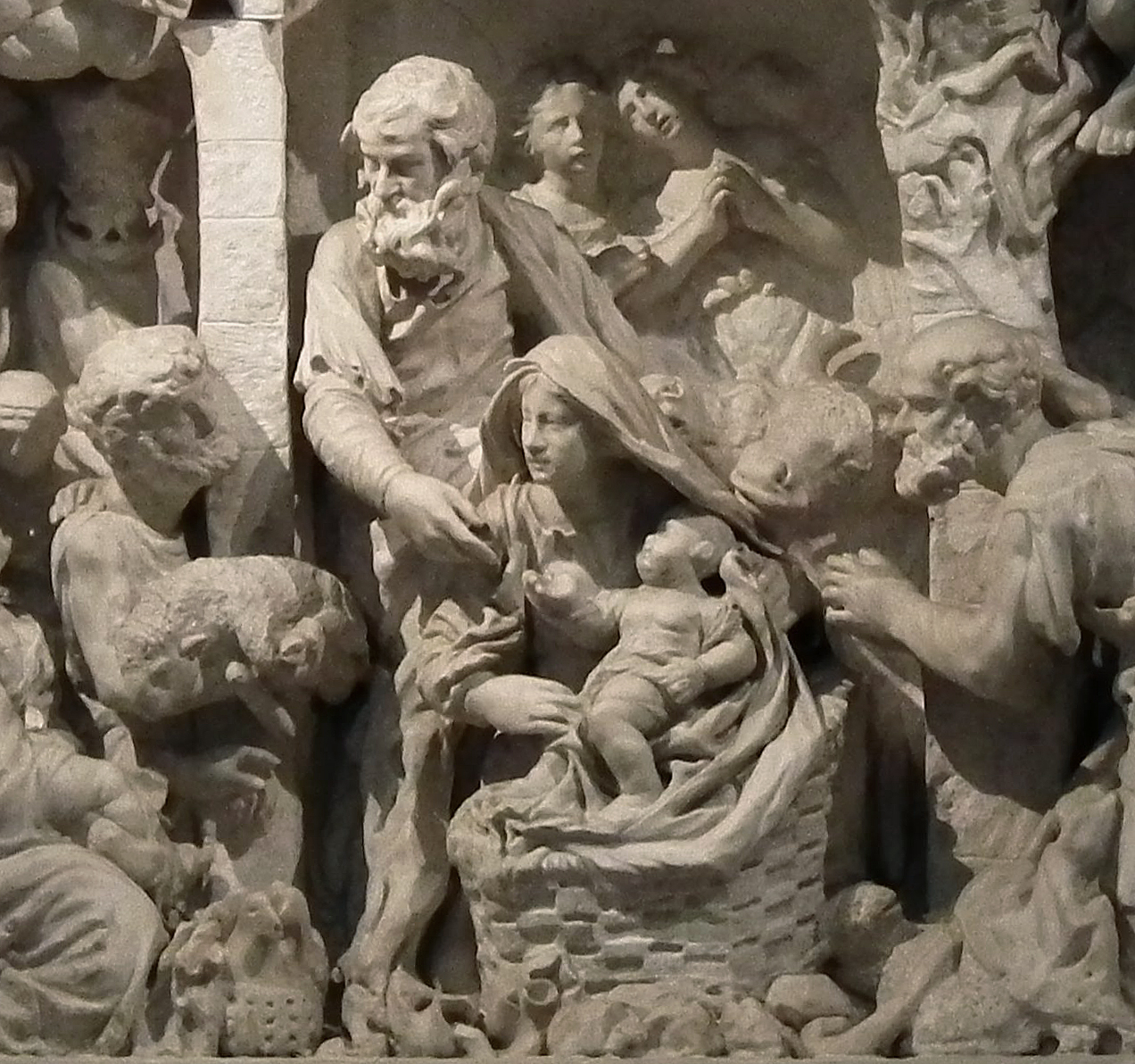
Detalhe da obra.